# Embolie

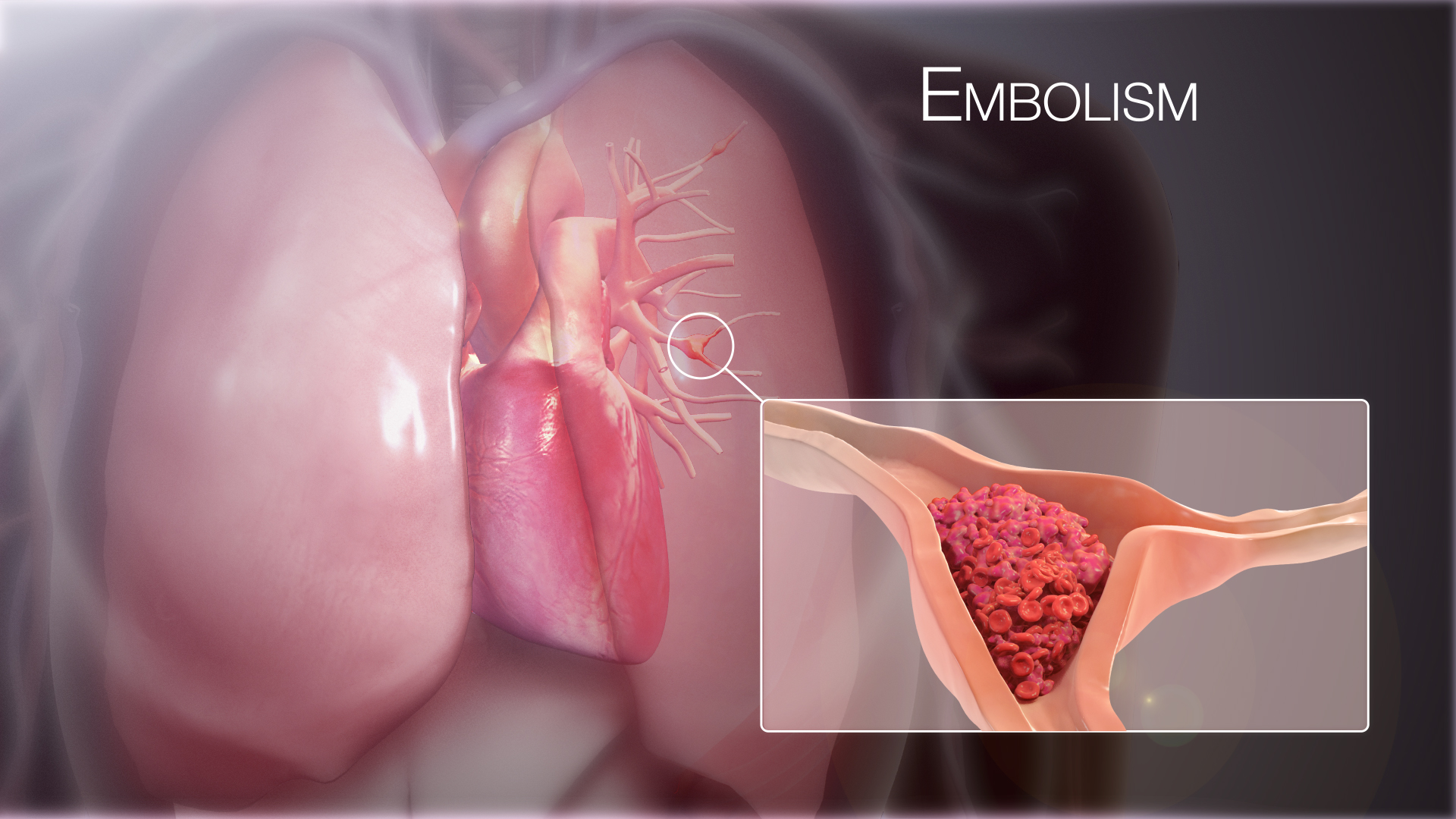
Embolie

Embolie je vmetení, zaklínění vmetku (embolu) v cévách vedoucí k jejich ucpání a následné nedokrevnosti (ischemii) příslušné část těla (mozek, plíce, končetina). Embolizací rozumíme pohyb embolu z místa, kde vznikl, do oblasti, kterou ucpe. Jako embolus může fungovat například trombus uvolněný do krevního řečiště, tuková či vzduchová bublinka, plodová voda nebo cizorodá částice v krevním řečišti. Embolizace je též metoda pro zastavení krvácení (hemostázu) ve špatně přístupných místech za pomoci umělých embolů, drobných tělísek.

## Plicní embolie
Plicní embolie (pulmonární embolie) je vmetení embolu do pulmonárního řečiště. Nejčastější typ embolizace, obávaná komplikace hlubokých žilních zánětů (flebotrombóza). Může být příčinou úmrtí, v lehčích případech se objevuje dušnost (dyspnoe), bolest na hrudi, či zrychlení srdeční činnosti (tachykardie).

## Vzduchová embolie
Vzduchová embolie vzniká následkem „nasátí“ vzduchové bublinky do žíly. Vzniknout může následkem dekompresní nemoci, při operacích hlavy a krku či při chybě při intravenózní aplikaci léků.

## Embolizace plodovou vodou
Embolizace plodovou vodou je jednou z příčin úmrtí při porodu. Při tomto typu embolie proniká plodová voda do cévního řečiště matky. Příčinou tohoto jevu je např. předčasné odloučení placenty. Kromě následků podobných jako u předchozích typů embolií, jimiž jsou například selhání srdce či plic, může dojít k diseminované intravaskulární koagulaci.

## Řešení
Při včasné diagnostice je možno embolii řešit několika způsoby:
1. embolektomií (operativní vyjmutí vmetku)
2. ředěním krve prostředky zvanými antikoagulanty

Samotná léčba život neohrožující embolie se v podstatě neliší od léčby všech trombóz. Základem jsou protisrážlivé léky – obvykle se léčba zahájí nízkomolekulárním heparinem a postupně přecházíme na warfarin. Warfarin pacient bere několik měsíců a je pravidelně kontrolována jeho krevní srážlivost (INR test).